# Helter Skelter (film 1949)
Helter Skelter è un film commedia britannico del 1949 diretto da Ralph Thomas, con Carol Marsh, David Tomlinson e Mervyn Johns.

## Trama
Nick Martin, un "detective" radiofonico viene coinvolto in un'avventura da Susan Graham, una ricca ereditiera mondana che non sembra riuscire a smettere di singhiozzare a causa delle macchinazioni di un cupido spettrale che usa la sua magia per provocare caos e risate.

## Produzione
Il regista Ralph Thomas ha definito il film "una di quelle pellicole commerciali del venerdì sera" da lui girate per conto di Sydney Box: «Probabilmente avresti finito le riprese venerdì, hai intenzione di andare in sala di montaggio il lunedì per esaminare le tue cose e preparare i tagli, quindi vai a bere qualcosa e ti viene dato un altro copione e ti verrà detto: "i set sono pronti e inizi lunedì - questo è il cast!". Non era buono e non avevamo molti soldi, ma era una cosa normale all'epoca».
Thomas non voleva particolarmente girare commedie, ma era rimasto molto colpito da Hellzapoppin!, un surreale film comico statunitense del 1941, e volle cimentarsi nel medesimo genere.